# 島本義文
島本 義文（しまもと よしふみ、1911年10月12日 - 没年不明(戦死)）は、和歌山県出身のプロ野球選手（捕手）。

## 来歴・人物
和歌山県立和歌山中学校（現・和歌山県立桐蔭高等学校）在学中には、「中学球界の麒麟児」と讃えられた小川正太郎とバッテリーを組み、1926～30年の5年間で8度甲子園の全国大会に出場した。1927年春の第4回選抜中等学校野球大会で優勝（優勝校に褒美として贈られた米国遠征にも参加している）。翌1928年春の第5回選抜中等学校野球大会でも準優勝と輝かしい実績を残した。
和歌山中卒業後は、横浜高工に進み、「ハマの早慶戦」と呼ばれた横浜高商との定期戦でも活躍。横浜高工卒業後の1934年に1度目の応召。2年間戦地に赴いた。
1936年春、小野三千麿の推薦により阪急軍の結成に参加。他の結成メンバーには、監督の三宅大輔を始め、宮武三郎、山下実、山田勝三郎、川村徳久、石田光彦がいる（結成メンバーはこの6人＋島本の僅か7名しかいなく、当初阪急軍の職業野球連盟入りが危ぶまれていた）。正捕手として期待されたが、入団時2年間の軍隊生活で既に肩を壊しており（ホームベースから二塁への送球が届かなかったと言われている〈倉本信護のエピソードも参照〉。また1936年春に入団したが、肩の治療に時間を費やし、試合出場を果たしたのは1936年秋季になってからだった。）、実際に正捕手になった倉本信護の控えに甘んじた。それでも、石田光彦が1937年7月16日のセネタース戦で阪急球団初のノーヒットノーランを達成した際には捕手として記録達成に立ち会うなど、初期の阪急軍を支えた。また選球眼も良く、通算成績で四球の数が三振を上回っている。
1938年秋季シーズン終了後、2度目の応召。その後、戦死した（没年月日・死没場所は不明）。
東京ドーム敷地内にある、鎮魂の碑には彼の名が刻まれている。

## 詳細情報

### 年度別打撃成績
| 年 度     | 球 団     | 試 合 | 打 席 | 打 数 | 得 点 | 安 打 | 二 塁 打 | 三 塁 打 | 本 塁 打 | 塁 打 | 打 点 | 盗 塁 | 盗 塁 死 | 犠 打 | 犠 飛 | 四 球 | 敬 遠 | 死 球 | 三 振 | 併 殺 打 | 打 率 | 出 塁 率 | 長 打 率 | O P S |
| --------- | --------- | ----- | ----- | ----- | ----- | ----- | -------- | -------- | -------- | ----- | ----- | ----- | -------- | ----- | ----- | ----- | ----- | ----- | ----- | -------- | ----- | -------- | -------- | ----- |
| 1936秋    | 阪急      | 13    | 37    | 32    | 1     | 5     | 2        | 2        | 0        | 11    | 6     | 0     | --       | 1     | --    | 4     | --    | 0     | 5     | --       | .156  | .250     | .344     | .594  |
| 1937春    | 阪急      | 28    | 78    | 60    | 2     | 6     | 0        | 0        | 0        | 6     | 3     | 1     | --       | 3     | --    | 15    | --    | 0     | 7     | --       | .100  | .280     | .100     | .380  |
| 1937秋    | 阪急      | 30    | 78    | 65    | 6     | 17    | 2        | 1        | 0        | 21    | 6     | 1     | --       | 3     | --    | 10    | --    | 0     | 10    | --       | .262  | .360     | .323     | .683  |
| 1938春    | 阪急      | 12    | 42    | 36    | 3     | 6     | 0        | 0        | 0        | 6     | 3     | 0     | --       | 0     | --    | 5     | --    | 1     | 3     | --       | .167  | .286     | .167     | .453  |
| 1938秋    | 阪急      | 9     | 26    | 24    | 1     | 4     | 0        | 0        | 0        | 4     | 1     | 1     | --       | 0     | --    | 2     | --    | 0     | 1     | --       | .167  | .231     | .167     | .398  |
| 通算：3年 | 通算：3年 | 92    | 261   | 217   | 13    | 38    | 4        | 3        | 0        | 48    | 19    | 3     | --       | 7     | --    | 36    | --    | 1     | 26    | --       | .175  | .295     | .221     | .516  |

### 背番号
- 8 （1936年 - 1937年）[4]
- 2 （1938年）[4]